# Ouroup (rivière)
Pour l'île russe de l'archipel des Kouriles, voir Ouroup.
L'Ouroup (en russe : Уруп) est une rivière du Caucase du Nord, en fédération de Russie, affluent gauche du Kouban qui traverse la Karatchaïévo-Tcherkessie (ancienne Circassie). Elle prend sa source dans les monts Ouroup à 3 232 m d'altitude et se jette après 231 km dans le Kouban à hauteur de la stanitsa Oudobnaïa, dans le kraï de Krasnodar, près d'Armavir. Son cours est plutôt bas pendant la période sèche d'été.